# Chris Cunningham
Chris Cunningham (* 15. Oktober 1970 in Reading, Grafschaft Berkshire) ist ein britischer Regisseur, vor allem für Musikvideos, Werbe-Clips und Videokunst. Bevor er sich der Videokunst zuwandte, war er unter dem Namen Chris Halls als Comiczeichner für das britische Magazin 2000 A.D. tätig.
Bekannt wurde Cunningham vor allem mit seinen außergewöhnlichen Musik-Videos, die oftmals durch surrealistische Motive gekennzeichnet sind. Zu seinen wichtigsten Werken zählen die folgenden Musikvideos:
- Second Bad Vilbel von Autechre
- Only You von Portishead
- Afrika Shox von Leftfield
- Come On My Selector von Squarepusher
- Frozen von Madonna
- All Is Full of Love von Björk
- Come to Daddy, Windowlicker, Flex, Rubber Johnny und Monkey Drummer von Aphex Twin
- Sheena is a Parasite von The Horrors

Die aus der Zusammenarbeit mit Aphex Twin entstandene Video-Installation Flex wurde 2000 in der Royal Academy of Arts in London und 2001 auf der Biennale di Venezia ausgestellt. Gemeinsam mit Aphex Twin erhielt er auch 1999 den Prix Ars Electronica. 
Im Jahr 2002 wurden Videos von Cunningham im Rahmen von Einzelausstellungen im Hamburger Bahnhof – Nationalgalerie der Gegenwart in Berlin und MoMA PS1 in New York gezeigt.
Darüber hinaus arbeitete er unter anderem an den Filmen Alien 3, Alien – Die Wiedergeburt und Judge Dredd mit, wobei er meist für die Spezialeffekte zuständig war. 2003 erschien eine Sammlung seiner bisherigen Werke als Videoalbum mit dem Titel The Work Of Director Chris Cunningham. Dieses wurde in den USA im Juli 2005 mit einer Goldenen Schallplatte ausgezeichnet.
Vom 26. März bis zum 11. Juli 2004 wurden die Arbeiten von Cunningham mit der Einzelausstellung Chris Cunningham. Come To Daddy in der Kestnergesellschaft in Hannover gezeigt. Begleitend zur Ausstellung erschien ein gleichnamiger Katalog. Außerdem wurde eine Edition herausgegeben, die aus signierten Offsetdrucken nach Storyboardzeichnungen für die Videos All Is Full of Love von Björk und Second Bad Vilbel von Autechre besteht.
Im Jahr 2005 veröffentlichte er den Kurzfilm Rubber Johnny, der ursprünglich nur als Promotion-Video für den Titel Afx. 237 v.7 aus dem Aphex-Twin-Album Drukqs geplant war. Der Film zeigt das Leben eines durch Inzucht gezeugten und von seinen Eltern in einen Keller gesperrten Kindes. Der missgestaltete Rubber Johnny (gespielt von Cunningham selbst) bewegt sich in seinem Rollstuhl zur Musik und wandelt dabei seine Form. Obwohl brillant geschnitten und technisch perfekt umgesetzt, wurde der komplett durch ein Nachtsichtgerät gedrehte Film aufgrund der makaberen und verstörenden Bilder unterschiedlich rezipiert. Der Start des Films musste verschoben werden, da die Druckerei des Video-Booklets die Produktion aus moralischen Gründen boykottieren wollte. Die Plattenfirma Warp Records musste Cunninghams Artwork daher schließlich von einer anderen Firma produzieren lassen.
Chris Cunningham plant seit längerem eine Verfilmung des Buches Neuromancer von William Gibson. Die Arbeiten an diesem Projekt sind jedoch momentan bis auf Weiteres ausgesetzt worden.